# Plenanemertes rubella
Plenanemertes rubella är en djurart som tillhör fylumet slemmaskar, och som beskrevs av Ernest F. Coe 1954. Plenanemertes rubella ingår i släktet Plenanemertes och familjen Planktonemertidae. Inga underarter finns listade i Catalogue of Life.